# Attentat du 30 avril 2016 à Bagdad
Pour les articles homonymes, voir attentat de Bagdad.
L'attentat de Bagdad est une attaque terroriste survenue le 30 avril 2016 à Bagdad, en Irak. Elle fait 38 victimes.

## Déroulement
Le 30 avril 2016, un attentat-suicide à la voiture piégée vise un pèlerinage chiite en route pour la tombe de Musa al-Kazim, le septième des douze imams du chiisme. L'attentat est revendiqué par l'État islamique, organisation terroriste qui considère les chiites comme des hérétiques.